# Emesis cronina
Emesis cronina är en fjärilsart som beskrevs av William Schaus 1928. Emesis cronina ingår i släktet Emesis och familjen Riodinidae. Inga underarter finns listade i Catalogue of Life.